# 鶴山淳志
鶴山 淳志（つるやま あつし、1981年8月31日 - ）は、日本棋院東京本院所属の囲碁棋士。八段。二十五世本因坊治勲門下。熊本県熊本市出身。

## 来歴
囲碁・将棋部の顧問を務める愛好家である高校教師の父から、幼稚園のころに囲碁を教わる。妹もアマチュア強豪として、全日本女子学生本因坊をはじめ、数々の全国大会への出場歴がある。その後囲碁教室へ通い力をつける。1993年 熊本市立隈庄小学校5年の春休みに、熊本へ二十五世本因坊治勲がやってきた際に見初められ、その後自ら望んで内弟子となるために千葉県へ転居。兄弟子に金秀俊、松本武久。1998年 棋士採用試験に臨むも本戦で高野英樹・武宮陽光・孔令文に次ぐ4位となり、入段を逃す。
1999年、前年の雪辱を果たし1位で入段を果たす。同期入段は、加藤啓子・光永淳造。
2002年には新人王戦ベスト4、2004年には年間勝率 .750 で棋道賞勝率第1位賞を受賞。2005年には三星火災杯で本戦入りし、芮廼偉を下してベスト16に進出するなど活躍。
2007年5月5日、熊本時代の囲碁教室で一緒に学んだ、全国高校囲碁選手権大会に出場するなどの実績を持つアマチュア女性棋士と、女性が大学院を修了するのを待って入籍。
2017年、第42期棋聖戦Cリーグ4勝1敗とし、Bリーグに昇格。
2020年、第76期本因坊戦で最終予選を制し、39歳にして初の本因坊リーグ入りを果たす。1勝6敗で陥落するが、翌2021年の第77期に即復帰。第78期でも陥落後に復帰を果たし、若年世代の台頭が著しい中、3期連続でリーグ入りを果たしている。
また、2022年には第5回SGW杯中庸戦を制し、自身初のタイトルを獲得した。
囲碁・将棋チャンネルのテレビ棋戦や竜星戦のダイジェスト番組での解説を務め、NHK Eテレの「囲碁フォーカス」（2020年度後期、2023年度）や「趣味どきっ!」（2022年10月からの「最短マスター!日本のボードゲーム囲碁将棋」回）で講師を務めるなど、テレビ出演も多数。また2020年には、林漢傑とともにYouTubeチャンネル「つるりんチャンネル」を開設。

## 棋歴

### 昇段履歴
- 1999年4月1日 入段
- 1999年 二段
- 2000年 三段
- 2001年 四段
- 2003年 五段
- 2005年4月1日 六段（賞金ランキング）
- 2010年8月27日 七段（勝星規定=対象棋戦通算120勝）
- 2019年9月27日 八段[11]（勝星規定=対象棋戦通算150勝）

### 獲得タイトル
- SGW杯中庸戦（第5回=2023年度）

## 著書
- 三連星・中国流・小林流を極める72の手筋 (囲碁人ブックス) マイナビ出版 2018.1
- 見て並べて上達!囲碁・プロが選んだ好手好局集 (囲碁人ブックス) マイナビ出版 2019.4
- 二択・三択で学ぶ新発想の置碁四・五・六・八子局 日本棋院 2019.10
- 囲碁・良い打ち方と悪い打ち方 : この手は何点? (囲碁人ブックス) マイナビ出版 2020.9
- 囲碁・裏定石事典 : 少しの変化で大利を得る (囲碁人ブックス) マイナビ出版 2021.9
- 決定版!囲碁・初段を目指す手筋問題集 (囲碁人文庫シリーズ) 鶴山淳志, 林漢傑 著 マイナビ出版 2021.12
- 囲碁・シマリの攻略本 : 覚えた瞬間、20目得する手段 (囲碁人ブックス) マイナビ出版 2022.7
- 最短マスター!日本のボードゲーム囲碁将棋 (NHKテキスト. NHK趣味どきっ!) 鶴山淳志, 都成竜馬 講師 日本放送協会, NHK出版 編集 NHK出版 2022.10
- 決定版!初段を目指す詰碁問題集 (囲碁人文庫シリーズ) 鶴山淳志, 林漢傑 著 マイナビ出版 2022.11
- アマが知りたい20目得するヨセ (マイナビ囲碁BOOKS) マイナビ出版 2024.10